# جوزف هنری پل مارک
جوزف هنری پل مارک (انگلیسی: Marc Caron؛ زادهٔ ۱ ژوئن ۱۹۵۴) فرد نظامی اهل کانادا است.